# 勒內-羅貝爾·卡弗利耶·德·拉薩勒

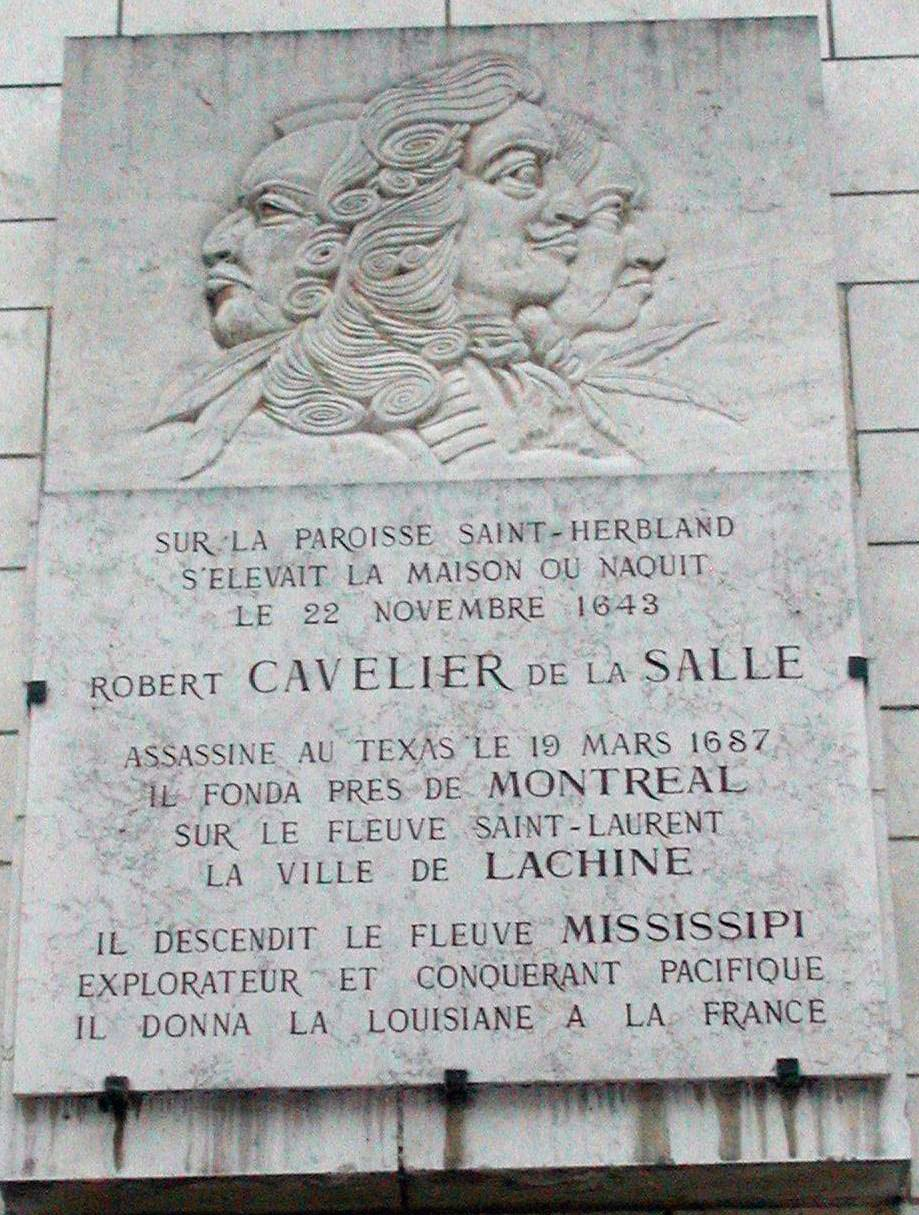
鲁昂的拉薩勒紀念牌匾

勒內-羅貝爾·卡弗利耶·德·拉薩勒（法語：René-Robert Cavelier, Sieur de La Salle，1643年11月22日—1687年3月19日），或稱羅伯特·德·拉薩勒（Robert de La Salle）是一个法国探險家。他探索了五大湖地區、密西西比河和墨西哥湾，爲法國聲索了整个密西西比河盆地（路易斯安那）。

## 早年
拉薩勒出生於魯昂的一個富餘家庭。他年轻的时候很喜欢科学和自然。他年少時期跟隨耶稣会传教士學習，並1660年宣誓加入了耶穌會。但是在1667年3月27日，他在加拿大要求退出了耶稣会，理由是「道德的脆弱」。

## 探索
由於拉薩勒加入了耶稣会，他被要求放棄父親的遺產，当他前往北美洲殖民地的時候幾乎赤貧。他在1666年啓航前去新法蘭西。 他在蒙特利爾島的西端被授予了一个封地，後來被称为拉欣（Lachine）。 來自於法語，意思是中國。有一些缺乏證據的說法表示，拉薩勒一直希望尋找通向中國的航道，所以他的封地被叫做中國。
拉薩勒在他的封地上設立了一個村莊，並學習當地語言，主要是莫霍克語。 莫霍克人告诉他有一个伟大的河，叫做俄亥俄河，流入密西西比河。考慮到密西西比河可能注入墨西哥灣，他开始尋找從西方通向中國的道路。在1682年，他終於抵達了密西西比河河口。他把整個密西西比河谷命名爲路易斯安那，以法國国王路易十四命名。

## 第二次探險
拉薩勒在1684年7月24日開始了他的第二次探險，他率領了4隻船艦300個人從法國出發，打算從墨西哥灣登陸密西西比河口，以建立法國的殖民地。這一次的旅程充滿了災難，他們先是在加勒比海遇到了海盜的襲擊，損失了一條船，之後他們並沒有成功找到密西西比河口，而是在現今德州的馬塔戈達灣登陸，並建立據點聖路易堡(Ft. Saint Louis)，一面與當地的印地安人進行貿易，一面尋找密西西比河的位置，這就是法屬德克薩斯的起源。拉薩勒後來與當地的印地安人卡蘭卡瓦族起了糾紛，船隻也遭颶風破壞，他最後決定帶著16個人步行返回路易斯安那，1687年3月19日，他的隊伍在途中發生了內鬨，拉薩勒在內鬨中被殺，享年43歲。而聖路易堡也在1688年被卡蘭卡瓦族攻陷後拆毀。